# فالستربو
فالستربو (سوئدی: Falsterbo) یک شهرک در استان اسکونه، سوئد است. این شهرک ۶٬۹۳۷ نفر جمعیت دارد.

## نگارخانه

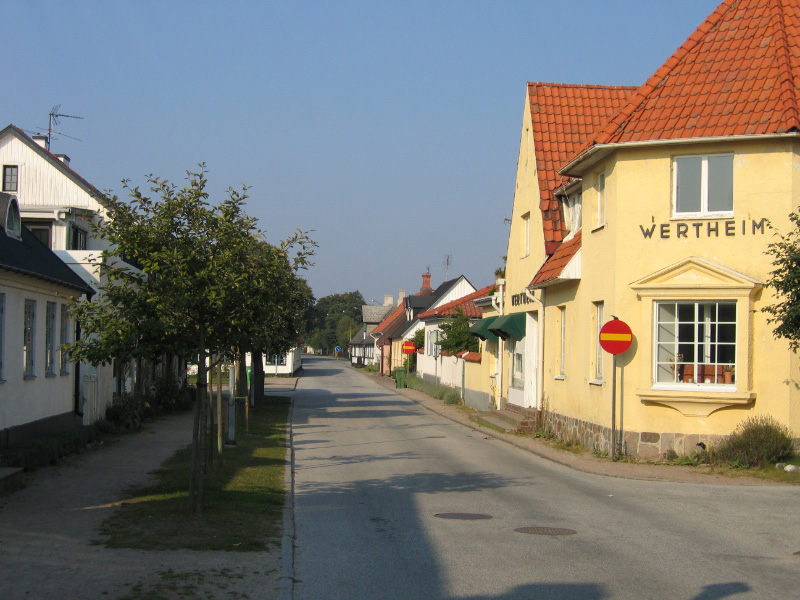
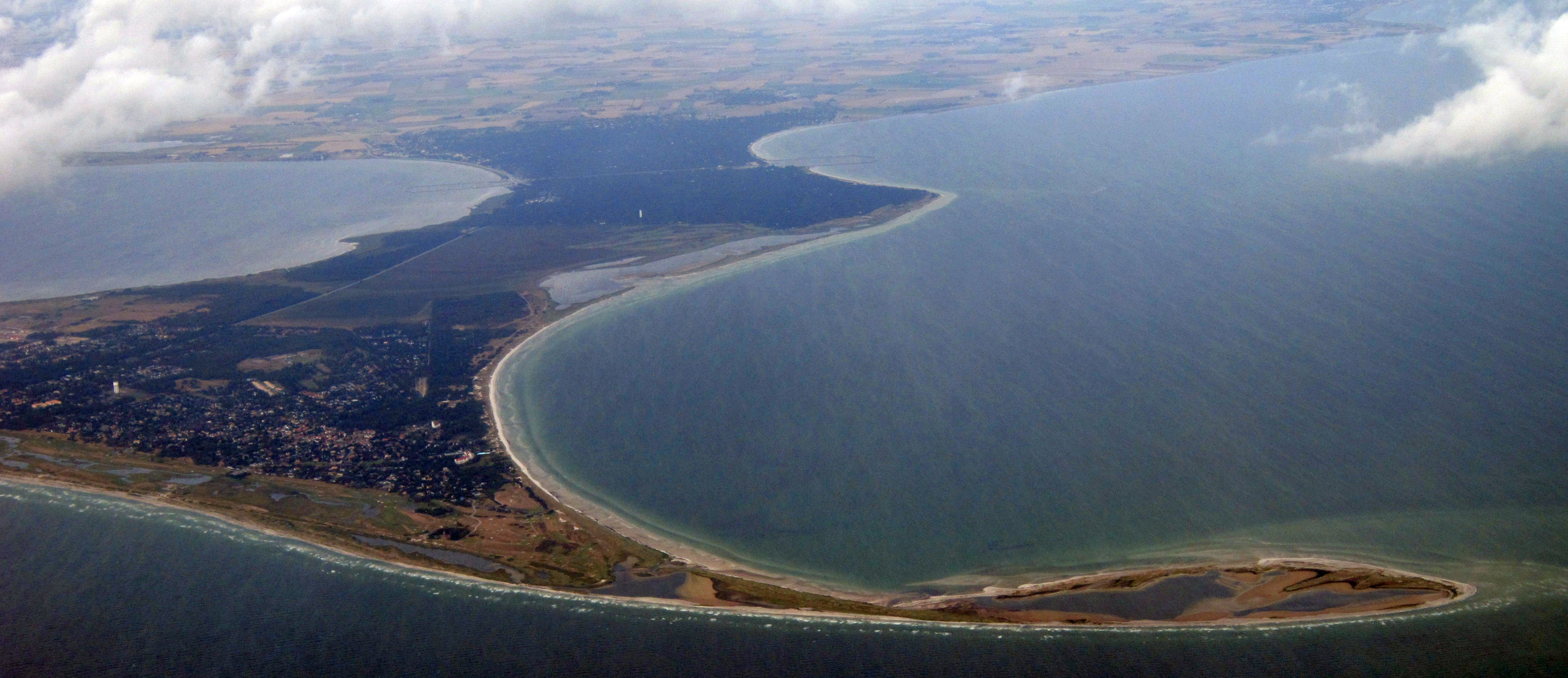
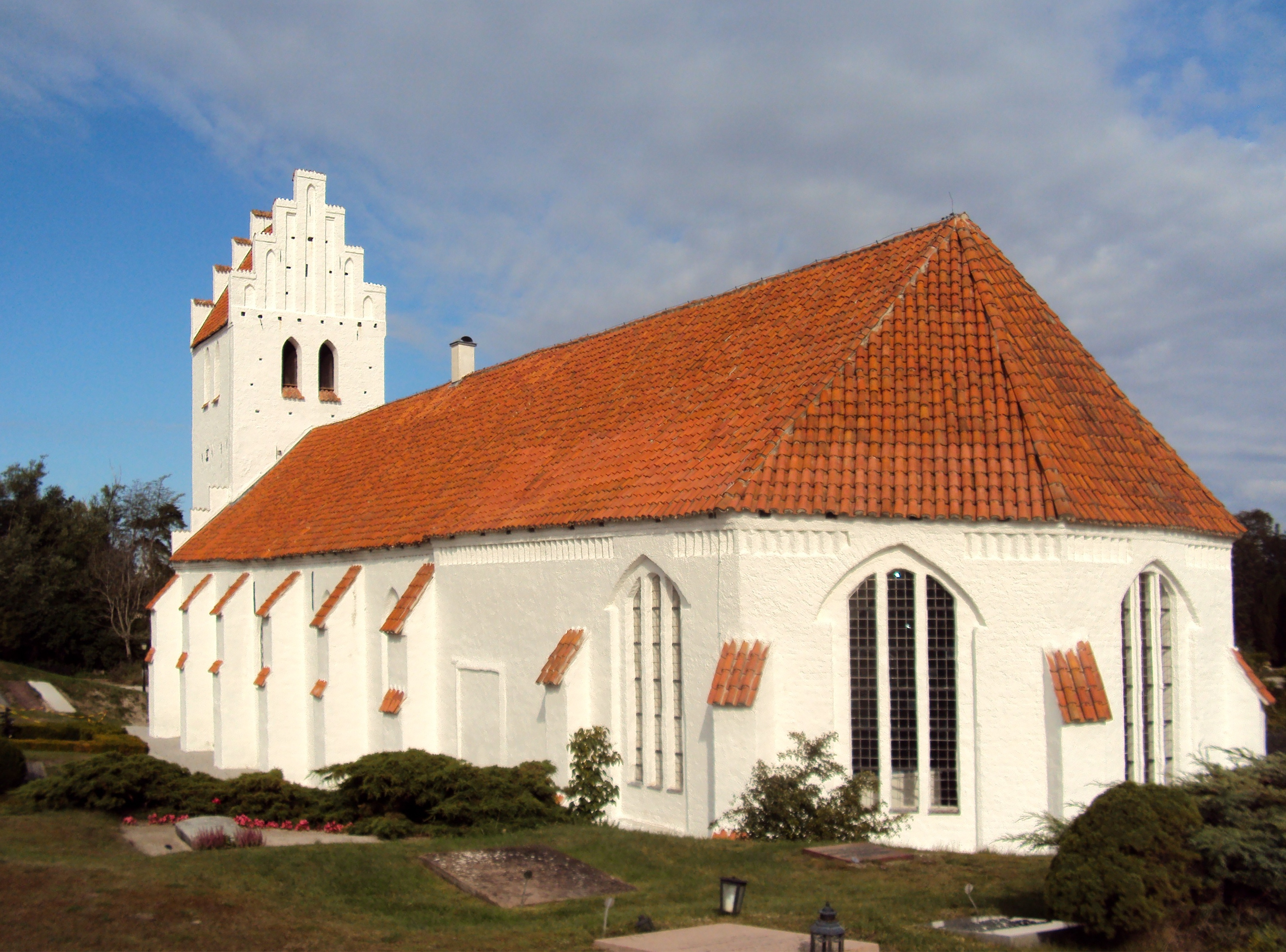
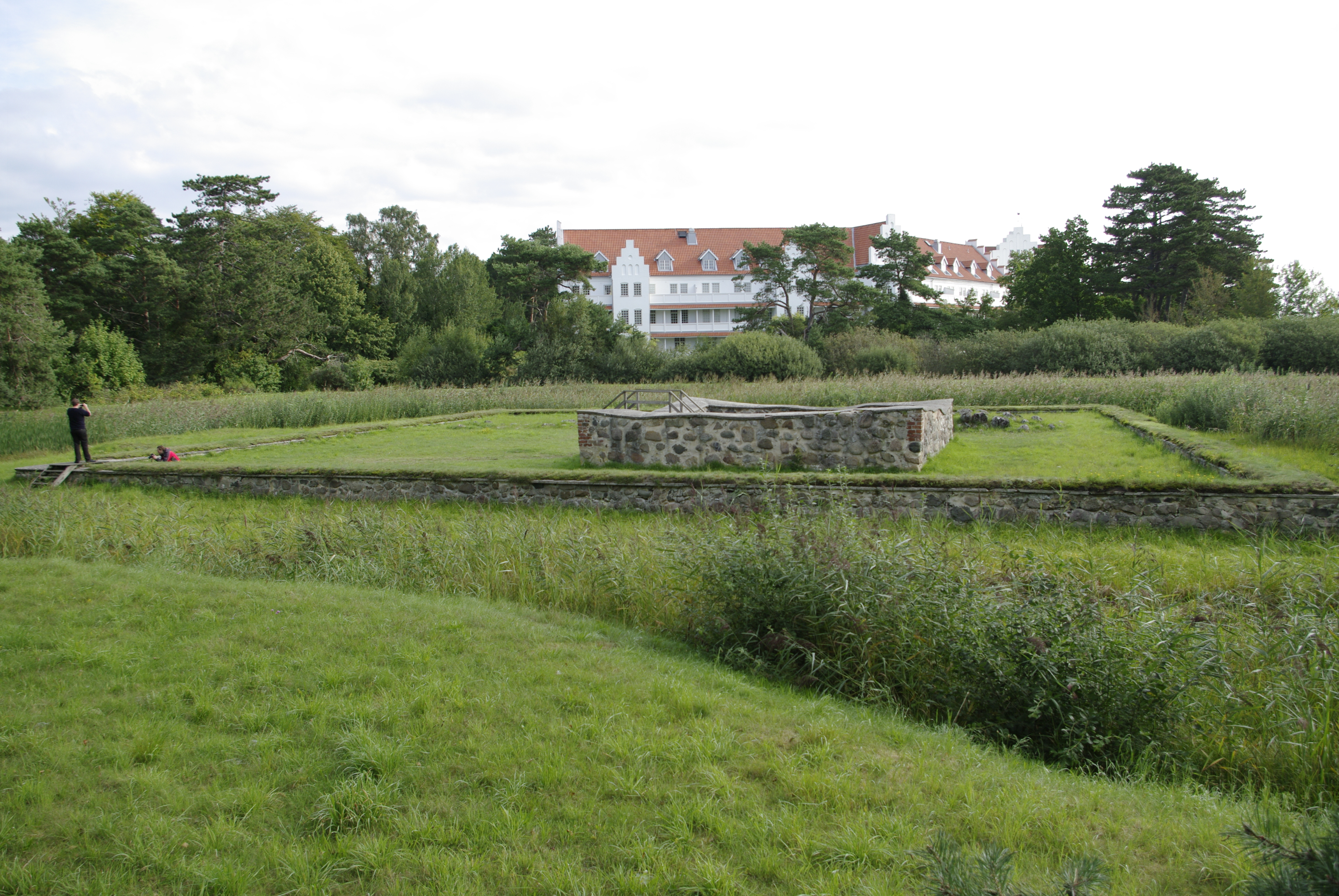